# CRASH – Mostra Internacional de Cinema Fantástico
CRASH – Mostra Internacional de Cinema Fantástico ou Mostra Crash é um festival de cinema que é exibido anualmente no Brasil. A edição de 2020 foi transmitida de forma virtual, no streaming da Darkflix. O evento é realizado pela produtora MMarte. Algumas edições do festival foram patrocinadas pelo governo de Goiás com o Programa de Incentivo à Cultura – Lei Goyazes, da Secretaria de Educação, Cultura e Esporte (Seduce), sendo exibido no Cine Cultura.